# MACS0416.1-2403

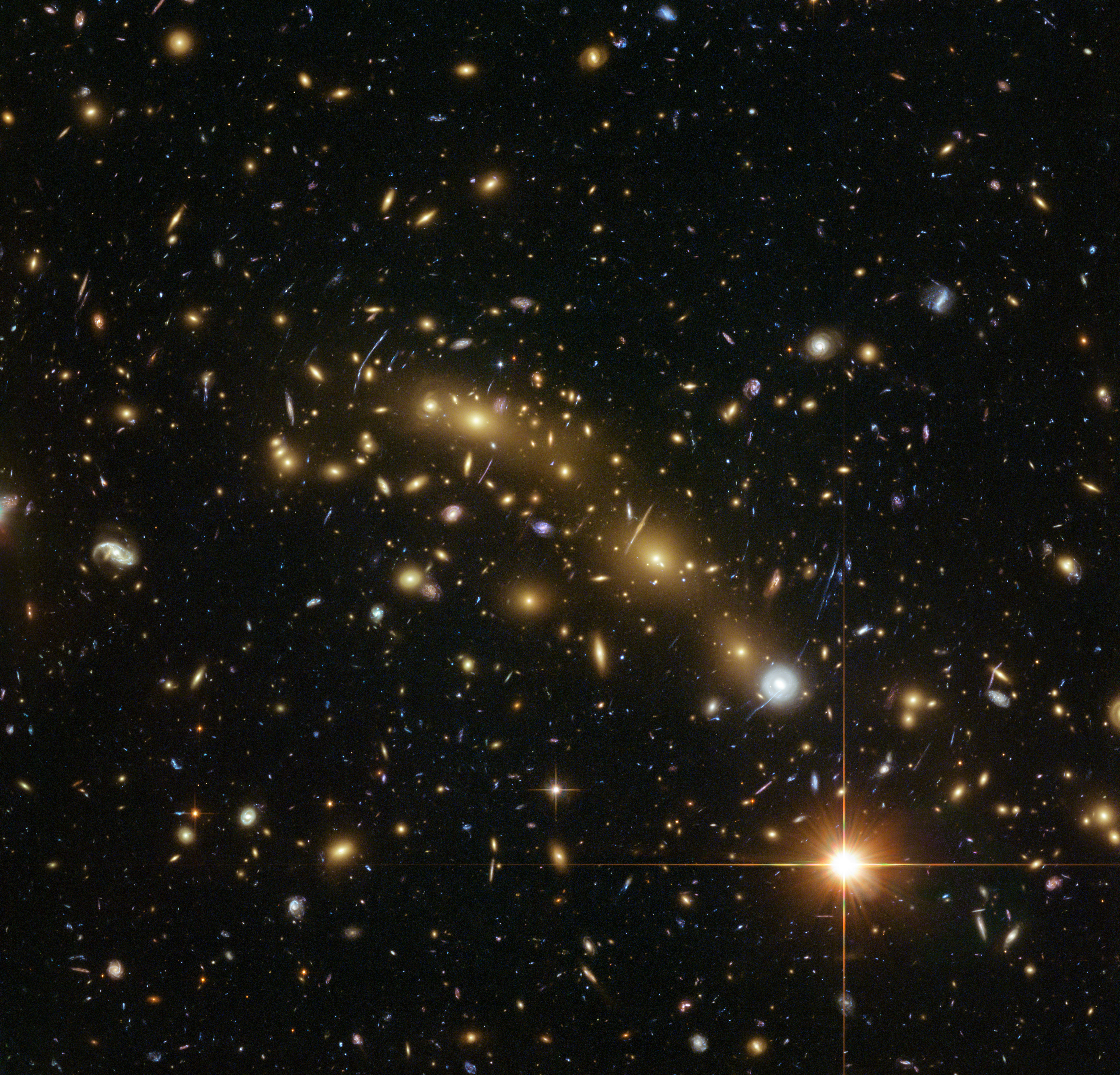
哈勃空间望远镜拍攝的星系團MCS J0416.1–2403。

MACS J0416.1-2403是一個紅移值 z=0.397 的星系團，位於波江座。200 kpc範圍內質量為太陽的160兆倍。如果它的半徑是950 kpc，總質量則是太陽的1.15 x 1015倍。該星系團由大質量星系團巡天發現（Massive Cluster Survey, MACS）。該星系團可使位於它後方遠處的星系產生重力透鏡效應，使一個星系產生多個影像。